# روش گزینش جنسی XO

نقش کروموزوم‌های جنسیتی در روش گزینش جنسی XO

روش گزینش جنسی XO, (انگلیسی: X0 sex-determination system) جنسیت نسل بعدی را در موارد زیر تعیین می‌کند:
- بیشتر عنکبوتیان[۱] به استثنای هیره‌هایی که اکثریت کمی از آن‌ها هاپلو دی‌پلوئید هستند،[۲][نیازمند شفاف‌سازی]
- تقریباً همهٔ حشرات بی‌بال (آپریگوت) و دیرینه‌بالان (مثلاً آسیابک‌ها و بید کاغذها)
- بیشتر حشرات برون‌بالدار، (مثلاً ملخ، جیرجیرک و سوسک)
- برخی از کرم‌های لوله‌ای،[۱] سخت‌پوستان،[۱] نرم‌تنان، شکم‌پایان[۳] و ماهیان استخوانی،[۴] به‌ویژه در تیرهٔ آنسیستروس (گربه‌ماهی زره‌پوش با آنتن).[۵]
- چندین پستاندار
  - چند گونه خفاش، از جمله خفاش سرچکشی،[۶] خفاش میوه‌ای گلدسته بوئتیکوفر، خفاش میوه‌ای پروانه‌دار Franquet، خفاش میوه پالتویی پیترز و خفاش میوه برجسته گامبیا.[۷]
  - موش خاردار ریوکیو[۸]

در این روش، تنها یک کروموزوم جنسی وجود دارد که به آن X گفته می‌شود. نرها فقط یک کروموزوم X (X0) دارند، در حالی که ماده‌ها دو X دارند (XX). صفر (گاهی این حرف O) نشانگر فقدان X دوم است. گامت‌های مادر همیشه حاوی یک کروموزوم X هستند، بنابراین جنسیت نوباوه در جانوران به وجود کروموزوم جنسی در گروه جنس نر بستگی دارد. اسپرم آن معمولاً شامل یک کروموزوم X است یا می‌تواند به کلی کروموزوم جنسی نداشته باشد.
در انواع گوناگون این روش، یک فرد گروه بیشتر دارای دو کروموزوم جنسی (XX) است و هرمافرودیت است؛ هم تخمک تولید می‌کند و هم اسپرم، که خود می‌تواند نسل بعد از خود را بارور کند، در حالی که افراد نر کمیاب هستند و فقط یک کروموزوم جنسی (X0) دارند. ارگانیسم مدل کرم الگانس؛ کرمی که اغلب در تحقیقات بیولوژیکی استفاده می‌شود، یکی از این جانداران است.
برخی از گونه‌های دروزوفیلا (مگس سرکه) دارای X0 نر هستند. گمان می‌رود که چنین مواردی با از دست دادن کروموزوم Y به‌وجود می‌آیند.